# الحيفة (إب)

تعديل مصدري - تعديل

الحيفة محلة تابعة لقرية الحيمة، التابعة لعزلة ريمان بمديرية إب إحدى مديريات محافظة إب في الجمهورية اليمنية.، بلغ تعداد سكانها 75 حسب تعداد اليمن لعام 2004. 

## روابط خارجية
- المركز الوطني للمعلومات باليمن